# Danse macabre (label)
Pour les articles homonymes, voir Danse macabre (homonymie).
Danse macabre est un label musical allemand, spécialisé dans la darkwave et plus généralement dans les musiques gothiques, fondé par Bruno Kramm afin de produire ses propres créations. La première sortie est, en 1991, le miniCD Satanische Verse du groupe Das Ich, projet de Bruno Kramm et de Stefan Ackermann.
Bien que ce label ait toujours été économe en albums publiés, une certaine aura de prestige l'entoure grâce aux quelques noms qui se sont fait connaître par son biais tels que : Tilt!, Relatives Menschsein, Kalten Farben, Tokyo Blues, etc.

## Artistes
Selon le site du label, les artistes signés au 29 janvier 2017 sont:
| - A Pale Moon - A.T.Mödell - Adrian H. & The Wounds - Aeternitas - Ari Mason - Astari Nite - Beati Mortui - Berliner Bomben Chor - Bettina Bormann - Blitzmaschine - Butzemann - Cell Division - Christ Vs. Warhol - Cold Cold Ground - ConcreteRage - DaGeist - Das Ich - Deathless Legacy | - Defence Mechanism - Delica-m - Desdemona - Devilskiss - Eden weint im Grab - Effter - Eisenfunk - ErilaZ - Extinction Front - Faith & The Muse - Felsenreich - Gothika - Gothminister - Hardwire - Irrlicht - Masquerade - Metallspürhunde - Midnight Caine | - Model Kaos - Monica Richards - Nano Infect - Nehl Aëlin - Nova-Spes - Oberer Totpunkt - Opiods - Otto Dix - Partly Faithful - Place4tears - PTYL - Rabbit at War - Schneewittchen - Schwarzbund - Shadow Image - Silent Scream - Stereomotion - Stoneman | - Substaat - Sweet Sister Pain - Symbiotic Systems - Synthetica - The Beauty of Gemina - The Breath Of Life - The Daughters of Bristol - The Drowning Man - The Flood - The Mescaline Babies - The Raven - The Spiritual Bat - Theodor Bastard - Tragic Black - Unterschicht - Vic Anselmo - Virgin in Veil - Waves under Water - X-In June |